# .577 Tyrannosaur
Die Patrone im Kaliber .577 Tyrannosaur (auch .577 T-Rex) ist eine Büchsenpatrone für die Jagd auf Großwild.

## Bezeichnung
Im deutschen Nationalen Waffenregister (NWR) wird die Patrone unter Katalognummer 736 unter folgenden Bezeichnungen geführt (gebräuchliche Bezeichnungen in Fettdruck)
- .577 T-Rex (Hauptbezeichnung)
- .577 Tyrannosaur

## Charakteristika
Die Patrone wurde 1993 von Arthur B. Alphin, dem ehemaligen Inhaber der Firma A-Square Company, LLC in Chamberlain, South Dakota, auf speziellen Wunsch einiger professioneller afrikanischer Großwildjäger entwickelt und seither auch von A-Square in Serie gefertigt. Sie zeichnet sich durch die höchste Mündungsenergie (bis zu 13.660 Joule) aus, die mit Jagdpatronen bis heute erreicht wird. Wegen der extrem hohen Energie, die aus dem Geschossgewicht und der Mündungsgeschwindigkeit resultiert, müssen monolithische Massivgeschosse Verwendung finden, um ein Aufreißen oder Zerlegen des Geschosses beim Abfeuern zu verhindern. Daher sind die für Kaliber .577 Nitro Express entwickelten Mantelgeschosse zum Wiederladen der Patrone ungeeignet.
Die Patrone .577 Tyrannosaur wurde deshalb und natürlich auch aus Marketinggründen nach dem großen, fleischfressenden Dinosaurier Tyrannosaurus rex benannt.

## Kontroverse
Aufgrund des sehr starken Rückstoßes wird die Patrone kontrovers diskutiert und von Gegnern als weitgehend ungeeignet für normale Jagdsituationen beurteilt. Befürworter schätzen die hohe Energie in Notsituationen (z. B. bei angreifendem Großwild wie Wasserbüffel, Elefanten und Nashörnern), aber auch wegen der Flugbahnstabilität auf großen Distanzen, die durch kleinere Hindernisse wie Zweige von Büschen und Bäumen nicht beeinträchtigt wird.

## Waffenverwendung
Die Herstellerfirma A-Square Company, LLC hat ihre Repetierbüchse „Hannibal“ auch für die Verwendung mit der Patrone .577 Tyrannosaur ausgelegt. Des Weiteren stellt die Firma „Smithson-Gunmaker“ in Provo, Utah einzeln angefertigte Waffen auf der Basis von Systemen der Firma „Granite Mountain Arms“ (GMA), Phoenix, Arizona, für dieses Kaliber her. Weitere Sonderanfertigungen sind von einzelnen Büchsenmachern, trotz der hohen Belastungen des Systems durch die Patrone .577 Tyrannosaur, zu erhalten.